# Herald (Computerspiel)
Herald ist ein Computerspiel des niederländischen Spieleentwicklers Wispfire aus dem Jahr 2017. Das Adventure wartet mit einem ungewöhnlichen Setting auf: Schauplatz ist ein Klipper (namens Herald) im Jahr 1857, es handelt sich aber um eine Alternativweltgeschichte.

## Handlung
Die Spielwelt von Herald ist an die tatsächliche Welt angelehnt, allerdings sind die Länder der westlichen Welt zu einem Gebilde namens Protectorate zusammengeschlossen, das in seiner administrativen Form an das Commonwealth of England erinnert und im Jahr 1857 von einem Lordprotektor regiert wird. Diverse europäische Länder wie die Niederlande und Frankreich werden im Spiel als „Provinzen“ bezeichnet, was auf eine Vorherrschaft Großbritanniens schließen lässt. Zwischen dem Protectorate und den an Indien erinnernden Easter Colonies herrscht ein reger Warenverkehr, die bevorzugte Handelsware ist Indigo, und die bevorzugten Transportmittel für große Warenmengen sind immer noch Segelschiffe. Der Spieler übernimmt die Rolle des jungen Devan Rensburg. Er wurde in den Easter Colonies geboren, dann aber von weißen Eltern im Protectorate adoptiert, wo er aufwuchs.
Zu Beginn des Spiels befindet sich Rensburg in einer verhörähnlichen Situation. Offenbar ist er Überlebender eines Schiffsunglücks und soll einer ihn gefangen haltenden, mysteriösen Frau, die sich „The Rani“ (Frau eines Raja) nennt und angibt, Rensburgs Tagebuch gefunden zu haben, von seiner Reise berichten.
Rensburg erläutert, dass er seine familiären Wurzeln in den Easter Colonies erforschen wollte. Auf Betreiben eines Anwerbers namens Aaron Ludlow hin heuert er auf dem Klipper Herald an, der Indigo in den Easter Colonies aufnehmen soll. Er hat auf dem Schiff den niedrigen Rang eines einfachen Matrosen und ist eigentlich für die Essensausgabe und Hausmeistertätigkeiten rund um die Quartiere der Crew zuständig. Rensburg übernimmt verschiedenste Aufgaben an Bord des Schiffes und kommt so mit der gesamten Besatzung in Kontakt, beispielsweise muss er dem Schiffsarzt bei einer Behandlung helfen, dem Koch assistieren oder ein vermeintlich übernatürliches Ereignis aufklären. Die Besatzung setzt sich aus Menschen aus dem gesamten Einflussbereichs des Protectorate zusammen und ist damit multikulturell. Die höchsten Positionen an Bord sind allerdings weißen Einwohnern des eigentlichen Protectorates vorbehalten. Nach einigen turbulenten Ereignissen wird Rensburg zum Steward befördert. Während ihm die neue Position von einigen einfachen Besatzungsmitgliedern geneidet wird, erfährt er insbesondere durch den ranghöchsten Passagier der Herald, Senator Morton, weiterhin auf Standesdünkel bestehende Verachtung. Eine Konstante im Leben Rensburgs auf der Herald ist seine Freundschaft zum ebenfalls aus den Eastern Colonies stammenden Second mate Aaron Ludlow.
Am Ende des ersten Teils des Spiels erfährt der Spieler, dass es sich bei dem vermeintlich männlichen Offizier Aaron Ludlow um die als Mann verkleidete Tochter der „Rani“ handelt.

### Personenverzeichnis
| Rolle              | Funktion | Sprecher          |
| ------------------ | --- | ----------------- |
| Devan Rensburg     | Der Spielcharakter. | Vivek Bhurtun     |
| Cornelis Hendriksz | Kapitän der Herald. Holländer. Autoritär, aber verständnisvoll. | Bas Sligting      |
| Rupert Brunswick   | Bei der Mannschaft hoch angesehener erster Offizier und Navigator der Herald. Brite. | Bill Dick         |
| Louis Morton       | Der sozial hochrangigste Passagier der Herald ist Senator des Protectorates. Der weiße Europäer verhält sich herrisch und herablassend gegenüber der Besatzung.                         | Connor Mickinley  |
| Tabatha Veazie     | Tochter des Regenten der Eastern Colonies und Nichte von Louis Morton. Hat als eine von wenigen Frauen im Protectorate studiert. Freundlich und aufgeschlossen gegenüber der Besatzung. | Marta da Silva    |
| Aaron Ludlow       | Second mate an Bord der Herald. Warb Rensburg für das Schiff an. Stammt wie Rensburg aus den Easter Colonies.                                                                           | Troy Rodger       |
| Nikolaus Gehrig    | Der Schiffsarzt. | Christian Kippelt |
| Caleb Haywood      | Bootsmann auf der Herald. Gebürtig aus Nordamerika. | Gideon Da Silva   |
| Ian Douglas        | Cabin boy auf der Herald. Das jüngste Crewmitglied, ein arroganter, europäischer Schnösel, der als Diener des Ersten Offiziers Brunswick fungiert.                                      | Yuri Theuns       |
| Undra Aubertin     | Der jamaikanische Schiffskoch. Freundlich, souverän und bestimmt. | Mandela Wee Wee   |
| Daniel Barros      | Brasilianischer Sous-Chef. Aus seiner politischen Wirren unterworfenen Heimat geflohen, versteckt er seine Tochter Elisa an Bord der Herald                                             | Creso Filho       |
| Robert Stoxan      | Pro forma ein (weißer) Passagier der Herald, muss aber mangels Geld an Bord mitarbeiten. Ängstlich und abergläubisch.                                                                   | Jim Sterling      |
| Elisa Barros       | Tochter von Daniel Barros, blinde Passagierin auf der Herald. | Marta da Silva    |

## Spielprinzip und Technik
Herald ist ein Hybrid aus Point-and-Click-Adventure und Visual Novel. Die Spielwelt besteht aus einzelnen Räumen und Arealen auf der Herald. Das Spiel ist ein sogenanntes 2.5D-Adventure: Aus Polygonen zusammengesetzte, dreidimensionale Figuren agieren vor vorgerenderten, zweidimensionalen Kulissen. Während Dialogen wird die jeweils sprechende Person als handgezeichnete, teilanimierte, zweidimensionale Figur dargestellt und über die Spielumgebung gelegt.
Es handelt sich um ein Point-and-Click-Adventure: Mit der Maus kann der Spieler Devan durch das Anklicken von Ausgängen durch die Örtlichkeiten bewegen und darüber hinaus mit den Maustasten Aktionen einleiten, die den Spielcharakter mit seiner Umwelt interagieren lassen. Kyle kann so Details der jeweiligen Umgebung untersuchen und mittels Single-Choice-Dialogen mit NPCs kommunizieren. Gelegentlich kann der Spieler einen Gegenstand aufnehmen, jedoch nur dann, wenn dieser im unmittelbaren Anschluss benötigt wird. Von den NPCs erhält Rensburg Aufgaben, die zum Teil linear aneinander anschließen, zum Teil parallel zueinander ablaufen. So beauftragt Kapitän Rensburg beispielsweise Rensburg, einen Satz Leesegel bei Bootsmann Haywood abzuholen, dieser lässt Rensburg aber zunächst an Bord nach einer verlorenen Schusswaffe suchen. Parallel dazu kann Rensburg andere Passagiere kennenlernen und auch für diese Aufgaben annehmen.
Während der Spieler in einem Point-and-Click-Adventure durch das Kombinieren von Gegenständen mit der Spielwelt oder anderen Gegenständen Rätsel löst und die Handlung vorantreibt, schreitet die Handlung in Herald wie bei einer Visual Novel voran: An bestimmten Stellen der ansonsten automatisch ablaufenden Handlung wird der Spieler vor Entscheidungen gestellt; das Spiel gibt mehrere Handlungs- oder Antwortmöglichkeiten vor, und der Spieler muss eine auswählen. Die Wahl hat zunächst keine Auswirkung auf das weitere Spielgeschehen, sondern beeinflusst lediglich, wie der Spielcharakter von einzelnen NPCs wahrgenommen wird. Auf lange Sicht wirken sich Rensburgs Beziehungen zu Besatzung und Fahrgästen der Herald aber auf seinen weiteren Weg aus.
Am oberen Bildschirmrand kann der Spieler ein „Logbuch“ aufrufen. Dieses dient als Übersicht über den Spielfortschritt. Im Einzelnen lassen sich folgende Menüpunkte innerhalb des Logbuchs aufrufen:
- „Map of the Herald“: Interaktive, nach Decks unterteilte Karte des Schiffs mit Informationen zu einzelnen Räumen und Orten.
- „Encyclopedia“: Automatisch generierte Informationssammlung über Dinge und Personen, auf die der Spieler während des Spiels stößt. Unterteilt in die Kapitel „Personen“, „The Herald“ (Besonderheiten und auffällige Objekte des Schiffs), „Dokumente“, „Bilder“ und „Antiquitäten“ (jeweils dem Schiff) sowie „Alltag“ (Beschreibung von Alltagsgegenständen und Gebräuchen der Spielwelt).
- „Tasks“: Zeigt die anstehenden Aufgaben des Spielers und sein Inventar an.

Herald lässt den Spieler den Spielfortschritt nicht frei speichern. Vielmehr definiert das Spiel Stellen in der Handlung, die als Speicherpunkte dienen – erreicht der Spieler diese, kann er das Spiel an diesen Stellen fortsetzen. Erreichter Spielfortschritt zwischen zwei Speicherpunkten geht beim Beenden des Spiels verloren.

## Produktionsnotizen
Die Autoren des Spiels, Roy van der Schilden und Bart Heijltjes, haben einen Theaterhintergrund und hatten zuvor das Shakespeare-Drama König Lear als interaktives Schauspiel produziert, das den Zuschauer in das Geschehen einbezog. Sie gingen an die Entwicklung von Computerspielen mit dem Anspruch heran, „die Unmittelbarkeit und die Tradition politischer Relevanz“ des Theaters auf das Medium Computerspiel zu übertragen. Als Inspirationsquellen nannten die Autoren Beyond Good & Evil, das zwar vorrangig der Unterhaltung diene, aber im Subkontext politische Themen transportiere, und Papers, Please, das dem Spieler bei seinen Entscheidungen unangenehme Kompromisse abnötige und so seine Perspektive auf das Spielgeschehen verändere. Das Setting von Herald geht auf Creative Director Heijltjes zurück, der sich privat für das 19. Jahrhundert und insbesondere für die Kluft zwischen der positiven Aufnahme des technischen Fortschritts dieser Zeit und der ängstlichen Ablehnung desselben interessierte. Autor van der Schilden brachte anhand des Romans Max Havelaar des niederländischen Schriftstellers Eduard Douwes Dekker das Thema Kolonialismus auf. Die zentralen Inhalte von Herald sollten die Themen Ausgrenzung und Kampf um Anerkennung sein. Laut Art Director Aïda de Ridder wurde ein Schiff als Schauplatz ausgewählt, weil es durch das Zusammenarbeiten der Crewmitglieder die Gesellschaft als Mikrokosmos abbilde. In einer sehr frühen Fassung der Story sollte der Spieler an Bord eines Teeklippers von Kolonie zu Kolonie fahren und dort als Inspektor Zeuge verfallender kolonialer Strukturen werden. Das Konzept wurde verworfen, da das Setting zu wenig Potenzial für eine persönliche Immersion des Spielers bot. Die finale Version der Spielstory wurde durch den Roman Things Fall Apart des nigerianischen Schriftstellers Chinua Achebe sowie durch einige narrative Elemente der britischen TV-Serie Downton Abbey inspiriert.
Die Produktion des Spiels begann 2014. Zur Finanzierung lancierte Wispfire im April 2015 eine Crowdfunding-Kampagne auf der Plattform Kickstarter. Ziel der vierwöchigen Kampagne war ein Betrag von 15.000 €, eingenommen wurden am Ende fast 18.000 €. Das Entwicklerstudio hatte für den Fall höherer Einnahmen ergänzende Leistungen wie eine vollständige Vertonung der Dialoge in Aussicht gestellt, das hierfür avisierte Mindestziel von 21.000 € wurde aber nicht erreicht. Im Rahmen der Kampagne war die Fertigstellung des Spiels für Februar 2016 avisiert worden. Bereits im Rahmen der Crowdfunding-Kampagne war die Teilung des Spiels in zwei Teile angekündigt worden. Die Einnahmen aus dem Verkauf des ersten Teils sollten dabei die Produktion des zweiten Teils mitfinanzieren. Im Rahmen der Crowdfunding-Kampagne konnten Unterstützer wahlweise ein Anrecht auf den ersten Teil des Spiels oder, für einen höheren Betrag, auf beide Teile erwerben.
Das namensgebende Schiff, die HLV (His Lordship's Vessel) Herald, ist in Teilen einem der letzten erhaltenen Klipper der Welt, der City of Adelaide, nachempfunden.
Herald ist in vier Kapitel unterteilt, die „Bücher“ genannt werden. Weiterhin ist das Spiel in zwei Teile eingeteilt, die je zwei Bücher enthalten. Der erste Teil des Spiels, Book I & II, erschien am 22. Februar 2017 über digitale Vertriebsplattformen wie Steam, GOG oder Humble Bundle. Für die Produktion des zweiten Teils mit den Büchern III und IV benötigte Wispfire zusätzliche Mittel, die über die Einnahmen der Crowdfunding-Kampagne hinausgingen. Bereits im März 2017 informierte Wispfire die Unterstützer der Crowdfunding-Kampagne, dass die Verkäufe des Spiels deutlich hinter den Erwartungen zurückblieben und dass dadurch die Produktion der zweiten Hälfte des Spiels gefährdet sei. Zwischenzeitlich wurden die Arbeiten an Herald eingestellt, und erst im Juni 2019 verkündete Wispfire, die Arbeit an Buch III und IV des Spiels wieder aufgenommen zu haben. Im Mai 2020 kündigte das Team an, Herald in Kooperation mit einem externen Dienstleister (dem spanischen Entwickler 2Awesome Studio) auch für die Systeme Nintendo Switch, PlayStation 4 und Xbox One zu veröffentlichen.

## Rezeption
Herald erhielt vorwiegend positive Bewertungen. Die Rezensionsdatenbank Metacritic aggregiert 7 Rezensionen zu einem Mittelwert von 77. Das Fachmagazin Adventure Gamers bezeichnete das Spiel als „entzückendes, vereinnahmendes Erlebnis“. Redakteur Joe Keeley stellte heraus, dass die Entscheidungen, vor die das Spiel den Spieler stelle, deutlich subtiler seien als bei den technisch ähnlich gelagerten Spielen der Firma Telltale Games, dass die vermeintlich kleinen Entscheidungen aber im Nachhinein dramatische Konsequenzen hätten. Klassische Adventure-Rätsel allerdings fehlten; die einzige Herausforderung des Spiels bestünde darin, sich auf dem Schiff zurechtzufinden. Das Magazin lobte, dass sämtliche Charaktere auf dem Schiff tief und mehrdimensional angelegt seien, fernerhin die Arbeit der Sprecher und die bunten, einladenden Grafiken. Kritisiert wurden steife Animationen sowie das wenig fordernde Gameplay. Das US-Onlinemagazin GameCritics zeiget sich angenehm überrascht ob zahlreicher Interaktionsmöglichkeiten im Spiel. Redakteurin Rebekah Ocker äußerte sich positiv über die Animationen der Spielgrafik, empfand die langsame Bewegungsgeschwindigkeit der Spielfigur sowie das langsame Fortschreiten der Handlung aber als störend.
Der britische Guardian sah in Hinblick auf die Erzählweise Anleihen an den Spielfilm Rashomon des japanischen Regisseurs Akira Kurosawa. Die Zeitung zeigte auf, dass die an sich ernsten Themen Rassismus und Kolonialismus durch die Entscheidung, das gesamte Spiel in einem Paralleluniversum stattfinden zu lassen, nicht so unbeholfen und belehrend daherkämen, wie man es andernfalls erwartet hätte. Gelobt wurden außerdem die opulente Spielwelt und die Vertonung. Der Guardian kritisierte, dass sich die Dialoge mitunter in die Länge zögen und die Spielelemente Rätseln und Erforschen zu kurz kämen. Das US-Magazin Polygon sah Elemente von Spielen von Telltale Games sowie von Theaterinszenierungen – erstere wegen des Spielprinzips, letztere wegen der Notwendigkeit, unangenehme Entscheidungen zu treffen, was das Wertesystem des Spielers in Frage stelle. Das Magazin stellte heraus, dass das zentrale Thema die Ungerechtigkeit im System des Protectorates sowie die Auswirkungen dieser Ungerechtigkeit auf den Einzelnen sei. Der Rassismus des Systems trete dabei nicht offen zutage, sondern äußere sich in Strukturen und mangelnden Perspektiven. Während in Computerspielen für gewöhnlich auf Handlungen eine direkte Belohnung oder Bestrafung erfolge, hätten die Entscheidungen, die der Spieler als Devan Rensburg treffe, langfristige Konsequenzen. Dies sei ein gewagter Schritt der Designer, sei aber einem Spiel, das die Ohnmacht des Einzelnen gegenüber dem System zum Inhalt habe, angemessen. Die Handlung des Spiels entwickle sich langsam, „wie in einem guten Roman“, und die Charaktere seien gut gezeichnet und sprächen den Spieler emotional an.
Auf der Computerspielemesse Casual Connect in Amsterdam gewann Herald 2015 den Preis in der Kategorie „Best Narrative“.